# Amateur Telescope Making

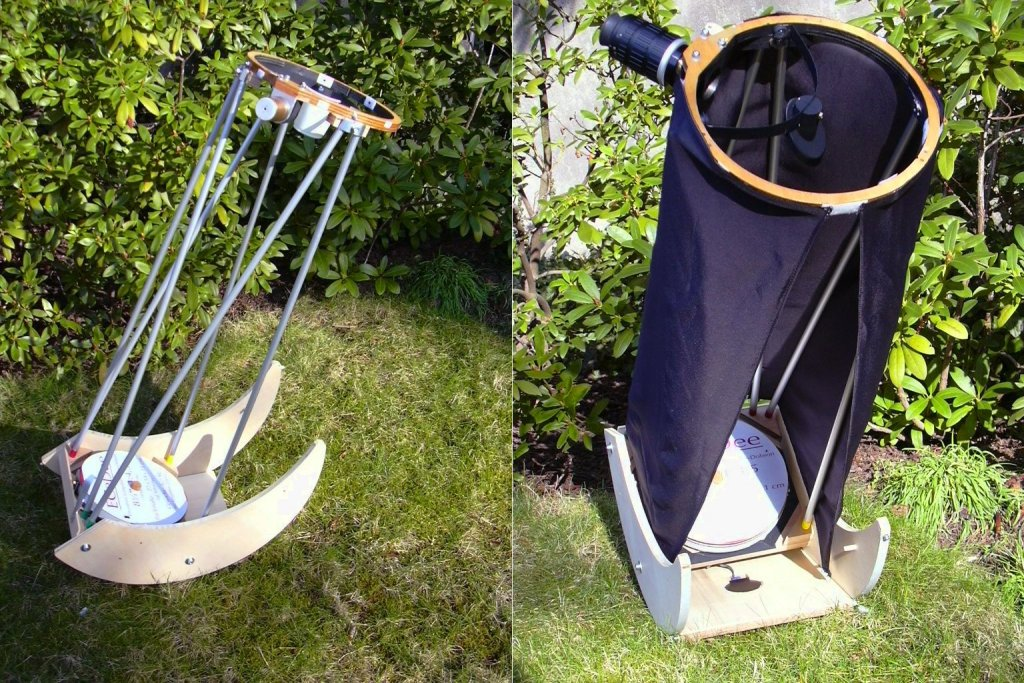
Einfaches Dobson-Teleskop (ohne und mit Streulichtschutz)

Amateur Telescope Making, abgekürzt ATM, ist die engl. Bezeichnung für den Bau von Teleskopen als Hobby. Die Abkürzung steht auch für Amateur Telescope Maker. Es handelt sich dabei um eine auf die 1920er-Jahre zurückgehende Erscheinung, bei der sich der Hobbyastronom seine Teleskope nicht kauft, sondern in Heimwerkermanier selbst baut.

## Geschichte
Vor dem Ersten Weltkrieg waren Sternfreunde mit Eigenbauteleskopen sehr selten. Beginn der ATM-Bewegung war eine Artikelserie in Scientific American im Jahr 1923, in der der Selbstbau eines Teleskops ausführlich beschrieben wurde. Die Autoren waren Russell W. Porter und Albert Graham Ingalls. Die Serie erschien schließlich unter dem Titel Amateur Telescope Making als dreibändiges Buch, das bis heute erhältlich ist. ATMs bildeten die ersten Amateurastronomen-Clubs in den USA – zögerlich auch auf anderen Kontinenten.
Schon seit Beginn der ATM-Bewegung fertigen Selbstbauer in der ganz überwiegenden Mehrzahl Newton-Teleskope. Nachdem der amerikanische Amateurastronom John Dobson gegen Ende der 1960er-Jahre das Prinzip der Dobson-Montierung vorstellte, setzte sich die Kombination aus Newton-Teleskop auf Dobson-Montierung – das sogenannte Dobson-Teleskop – unter Teleskop-Selbstbauern aufgrund des einfachen Aufbaus durch.

## Teleskope

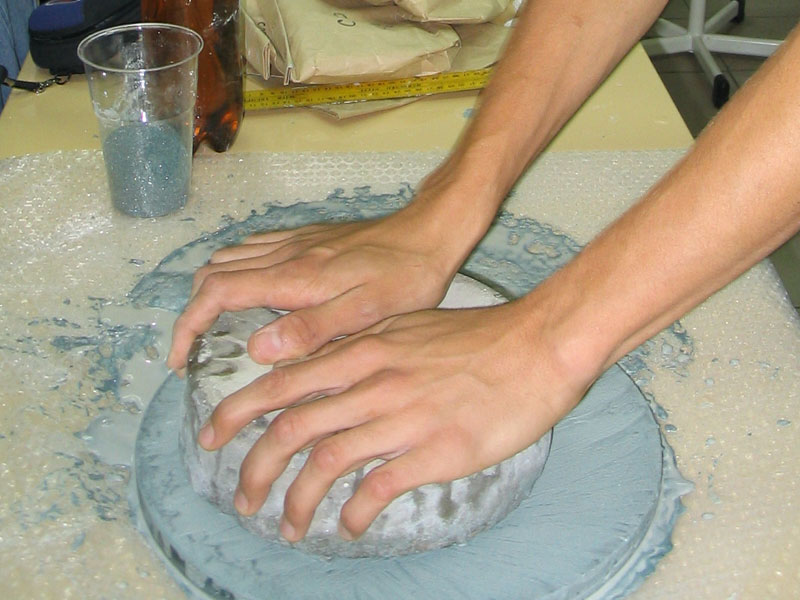
Schleifen eines 30-cm-Spiegels

Heute ist das ATM auf fast allen Teilen der Erde verbreitet, in vielen Fällen wird auch die Optik selbst geschliffen und poliert: Bis etwa 15 cm Durchmesser eignen sich die am einfachsten zu schleifenden sphärischen Spiegel, darüber werden meist parabolisierte Spiegel verwendet, die ein kürzeres Verhältnis von Öffnung zur Brennweite und damit Teleskoplängen erlauben. Damit sind auch Durchmesser bis etwa 60 cm nach diesem Schema sinnvoll möglich.
Es gibt jedoch auch immer wieder erfolgreiche Selbstbauten anderer Teleskoptypen, wie beispielsweise das Ritchey-Chrétien-Cassegrain-Teleskop der Sternwarte Harpoint, und einige Teleskope mit Spiegeldurchmesser größer als ein Meter. Selbst das Gießen von leichtgewichtigen Glasspiegeln gelingt.